# André Sana
 (novembre 2020).
Si vous disposez d'ouvrages ou d'articles de référence ou si vous connaissez des sites web de qualité traitant du thème abordé ici, merci de compléter l'article en donnant les références utiles à sa vérifiabilité et en les liant à la section « Notes et références ».
André Sana est un prêtre irakien, né le 20 décembre 1920 et mort le 8 mai 2013. Il fut archevêque de Kirkouk de l'Église catholique chaldéenne entre 1977 et 2003.